# Berd'huis
Berd'huis là một xã của tỉnh Orne, thuộc vùng hành chính Normandie miền tây bắc nước Pháp.